# Кас Оденталь
Кас Оденталь (нід. Cas Odenthal, нар. 26 вересня 2000, Лерсюм, Нідерланди) — нідерландський футболіст, центральний захисник італійського клубу «Сассуоло».

## Ігрова кар'єра

### Клубна
Влітку 2018 року Кас Оденталь приєднався до клубу Еерстедивізі «Неймеген». 9 серпня 2019 року у матчі проти «Ейндговена» Оденталь дебютував у першій команді клубу. У вересні того року футболіст підписав з клубом контракт до літа 2021 року. У березні 2021 року контракт було продовжено ще на один рік. За результатами сезону 2020/21 «Неймеген» підвищився в класі. 14 серпня 2021 року у матчі проти «Аякса» Оденталь провів першу гру у вищому дивізіоні чемпіонату країни.
В липні 2022 року Оденталь перейшов до клубу італійської Серії В, з яким він підписав трирічний контракт.
Через два роки футболіст приєднався до іншого клубу Серії В «Сассуоло».

### Збірна
В період з 2015 по 2016 роки Кас Оденталь провів три гри в складі юнацької збірної Нідерландів (U-16).